# Портрет Святого Марка (Мантенья)
«Святой Марк» — картина итальянского художника эпохи Возрождения Андреа Мантеньи. Написана темперой на холсте в 1448 году, в настоящее время хранится в Штеделевском музее во Франкфурте. Изображение евангелиста Марка — самая ранняя известная работа художника.
В 1448 году Мантенье было 17 лет. В этом году он вновь обрел независимость после шести лет обучения в студии Франческо Скварчоне. Он подал в суд на своего бывшего учителя за то, что тот не заплатил ему за работы, которые Скварчоне продавал под своим именем. Мантенья также начал несколько работ, в том числе роспись алтаря для церкви Санта-София в Падуе, утраченную в ходе одной из реконструкций.
Портрет святого Марка подписан и датирован 1448 годом на небольшом картуше на переднем плане: INCLITA MAGNANIMI VEN... / EVANGELISTA PAX TIBI M[ARC]E / ANDREA MANTEGNAE PICTORIS LABOR. Использование картуша в этом смысле зародилось во фламандском искусстве и использовалось также другими итальянскими художниками, такими как Филиппо Липпи.

## Внешние ссылки
- На Викискладе есть медиафайлы по теме Портрет Святого Марка (Мантенья)
- Mantegna, Andrea. St Mark the Evangelist. Digital Collection. Дата обращения: 8 июля 2023.